# Asaad al-Shaibani
Asaad Hassan al-Shaibani (en árabe: أسعد حسن الشيباني‎, romanizado: Asʿad Ḥasan al-Shaybānī) es un político sirio que se desempeña desde el 21 de diciembre de 2024 como ministro de Asuntos Exteriores y Expatriados en el Gobierno de Transición Sirio, luego de la caída del régimen de Assad.

## Primeros años y educación
Al Shaibani nació en 1987 en la Gobernación de Hasaka. Su familia árabe es originaria de la tribu Banu Shayban de la zona.
Se trasladó con su familia a la ciudad de Damasco; en el 2009 se graduó en Lengua y Literatura Inglesa por la Facultad de Artes y Humanidades de la Universidad de Damasco.
Más adelante obtuvo una maestría en Ciencias Políticas y Relaciones Internacionales de la Universidad Sabahattin Zaim de Estambul en 2022 y un doctorado en el mismo campo en 2024.

## Trabajo durante la guerra civil
Al Shaibani operaba bajo distintas alias como: «Naseem», «Abu Aisha», «Abu Ammar al-Shami», «Hussam al-Shafi'i» y "«Zaid al-Attar». Antes de asumir el ministerior exterior, participó en la fundación del Gobierno de Salvación Sirio y estableció su Administración de Asuntos Políticos, el cual presidió como su jefe, un papel en el que interactuó con representantes de las Naciones Unidas, así como en importantes organizaciones internacionales y funcionarios diplomáticos.